# A magyar tollaslabda-csapatbajnokságok végeredményei
A magyar tollaslabda-csapatbajnokság 1961-től kerül megrendezésre. A bajnokságban 1967 óta vegyes csapatok szerepelnek, addig külön rendezték a férfi és a női bajnokságot (a nőkét csak 1964-től). 1971–1978 között nem volt bajnokság.
A legtöbb bajnoki címet a Debreceni TC-DSC-SI (Debreceni Kinizsi) nyerte, 18-szor győztek.

## A bajnokságok végeredményei
1961
Férfi: 1. Bírósági és Ügyészségi KSE, 2. HM Petőfi, 3. Geofizikai Intézet, 4. Fővárosi Tanács, 5. Bírósági és Ügyészségi KSE II, 6. HM Petőfi II, 7. XIII. ker. Tanács SK, 8. Országház
1962
Férfi: döntő: 1. Bírósági és Ügyészségi KSE, 2. HM Petőfi, 3. XV. ker. Tanács SK, 4. Geofizikai Intézet
A csoport: 1. Bírósági és Ügyészségi KSE, 2. Geofizikai Intézet, 3. ÉVITERV SC, 4. Fővárosi Tanács, 5. XIII. ker. Tanács SK II
B csoport: 1. HM Petőfi, 2. XV. ker. Tanács SK, 3. XIII. ker. Tanács SK, 4. Meteorológiai SE, 5. Mérésügy
1963
Férfi: 1. Bírósági és Ügyészségi KSE, 2. XV. ker. Tanács SK, 3. ÉVITERV SC, 4. HM Petőfi, 5. XIII. ker. Tanács SK, 6. Fővárosi Tanács
1964
Férfi: 1. ÉVITERV SC, 2. Mérésügy, 3. Budaörs, 4. XIII. ker. Tanács SK, 5. XV. ker. Tanács SK, 6. Munkaügyi Minisztérium 2. sz. Tanintézet SK, 7. Budaörs B, 8. Fazekas Gimnázium
Női: 1. ÉVITERV SC, 2. Martos Flóra Gimnázium, 3. XV. ker. Tanács SK, 4. Munkaügyi Minisztérium 2. sz. Tanintézet SK, 5. Munkaügyi Minisztérium 2. sz. Tanintézet SK B
1965
Férfi: 1. Munkaügyi Minisztérium 2. sz. Tanintézet SK, 2. ÉVITERV SC, 3. Fazekas Gimnázium, 4. Bírósági és Ügyészségi KSE
Női: 1. ÉVITERV SC, 2. ÉVITERV SC B
1966
Férfi: 1. ÉVITERV SC, 2. Munkaügyi Minisztérium 2. sz. Tanintézet SK, 3. Igazságügyi SC (volt Bírósági és Ügyészségi KSE), 4. MAFC
Női: 1. ÉVITERV SC, 2. Bp. Petőfi, 3. XV. ker. Tanács SK, 4. ÉVITERV SC B
1967
1. Bp. Petőfi, 2. Igazságügyi SC, 3. Munkaügyi Minisztérium 2. sz. Tanintézet SK, 4. Bp. VTSK, 5. Szilikátipari Kutató, 6. MAFC
1968
1. Bp. Petőfi, 2. Szolnoki Kilián FSE, 3. Igazságügyi SC, 4. MAFC, 5. Munkaügyi Minisztérium 2. sz. Tanintézet SK, 6. Bp. VTSK
1969
1. Bp. Petőfi, 2. Szolnoki Kilián FSE, 3. Igazságügyi SC, 4. Bp. VTSK, 5. BEAC, 6. MAFC
1970
1. Bp. Helyiipari SC, 2. Igazságügyi SC, 3. Szolnoki Kilián FSE, 4. BSE (a Bp. Petőfi és a Bp. VTSK egyesült), 5. BEAC, a Szolgáltató Spartacus visszalépett
1979
1. FŐKERT SE (volt BHSC), 2. Honvéd Zrínyi SE, 3. Honvéd Kilián FSE, 4. MAFC, 5. Kandó SC, a Hatvani Spartacus visszalépett
1980
1. Honvéd Kilián FSE, 2. Honvéd Zrínyi SE, 3. Nyíregyházi VSSC, 4. Zsombó SK, 5. MAFC, 6. BÁV SE
1981
1. Honvéd Zrínyi SE, 2. Honvéd Kilián FSE, 3. Nyíregyházi VSSC, 4. Zsombó SK, 5. MAFC, 6. Karatetétleni SE
1982
1. Honvéd Kilián FSE, 2. Honvéd Zrínyi SE, 3. Nyíregyházi VSSC, 4. Zsombó SK, 5. Honvéd Osztapenko SE, 6. MAFC
1983
1. Honvéd Zrínyi SE, 2. Honvéd Kilián FSE, 3. Honvéd Osztapenko SE, 4. Nyíregyházi VSSC, 5. Hajdúszoboszlói Bocskai, 6. Zsombó SK
1984
1. Honvéd Zrínyi SE, 2. Honvéd Kilián FSE, 3. Honvéd Osztapenko SE, 4. Nyíregyházi VSSC, 5. Hajdúszoboszlói Bocskai, 6. Debreceni Kinizsi
1985
1. Honvéd Zrínyi SE, 2. Honvéd Osztapenko SE, 3. Nyíregyházi VSSC, 4. Honvéd Kilián FSE, 5. Hajdúszoboszlói Bocskai, 6. Szegedi OTE Lendület
1986
1. Honvéd Zrínyi SE, 2. Honvéd Osztapenko SE, 3. Nyíregyházi VSSC, 4. Honvéd Kilián FSE, 5. Szegedi OTE, 6. Zsombó SK
1987
1. Nyíregyházi VSSC, 2. Honvéd Osztapenko SE, 3. Honvéd Zrínyi SE, 4. Debreceni Kinizsi, 5. Szegedi OTE
1988
1. Honvéd Zrínyi SE, 2. Nyíregyházi VSSC, 3. Debreceni Kinizsi, 4. Honvéd Osztapenko SE, 5. BEAC, 6. III. ker. KSE
1989
1. Honvéd Zrínyi SE, 2. Nyíregyházi VSSC, 3. Debreceni Kinizsi, 4. Honvéd Osztapenko SE, 5. Honvéd Papp József SE, 6. BEAC
1990
1. Nyíregyházi VSSC, 2. Honvéd Zrínyi SE, 3. Debreceni Kinizsi, 4. Honvéd Budai SE (volt Honvéd Osztapenko SE), 5. Szegedi JATE SC, 6. Miskolci Honvéd (volt Honvéd Papp József SE)
1991
1. Debreceni Kinizsi, 2. Nyíregyházi VSC (volt Nyíregyházi VSSC), 3. Honvéd Zrínyi SE, 4. Honvéd Hargita SE (volt Honvéd Budai SE)
1992
1. Debreceni Kinizsi, 2. Nyíregyházi VSC, 3. Honvéd Zrínyi SE, 4. Honvéd Hargita SE
1993
1. Debreceni Kinizsi, 2. Honvéd Zrínyi SE, 3. Nyíregyházi VSC, 4. Honvéd Budai SE (volt Honvéd Hargita SE)
1994
1. Debreceni Kinizsi, 2. Honvéd Zrínyi SE, 3. Nyíregyházi VSC, 4. Óbuda SE, 5. Honvéd Budai SE, 6. BEAC, 7. OSC
1995
1. Debreceni Kinizsi, 2. Honvéd Zrínyi SE, 3. III. ker. TVE-Rosco SE, 4. OSC, 5. Nyíregyházi VSC, 6. BEAC, 7. Honvéd Budai SE, 8. Gyöngyösoroszi SK
1996
1. Honvéd Zrínyi SE, 2. Debreceni TC (volt Debreceni Kinizsi), 3. Rosco SE, 4. OSC, 5. BEAC, 6. Nyíregyházi VSC
1997
1. Debreceni TC, 2. Honvéd Zrínyi SE, 3. Rosco SE, 4. BEAC, 5. Nyíregyházi VSC, 6. Gyöngyösoroszi SK
1998
1. Debreceni TC, 2. Honvéd Zrínyi SE, 3. Rosco SE, 4. BEAC
1999
1. Debreceni TC-DSI, 2. Rosco SE, 3. Honvéd Zrínyi SE, 4. BEAC
2000
1. Debreceni TC-DSI, 2. BEAC, 3. Rosco SE, 4. Honvéd Zrínyi SE
2001
1. Debreceni TC-DSI, 2. BEAC, 3. Rosco SE, 4. Veszprémi Sasok BC
2002
1. Debreceni TC-DSI, 2. BEAC, 3. Rosco SE, 4. Hajdúszoboszlói Pedagógus Fáklya SE
2003
1. Debreceni TC-DSI, 2. Rosco SE, 3. BEAC, 4. Hajdúszoboszlói Pedagógus Fáklya SE
2004
1. Debreceni TC-DSI, 2. Rosco SE, 3. Sportiskola SE, 4. BEAC
2005
1. Debreceni TC-DSI, 2. Rosco SE, 3. Honvéd Zrínyi SE, 4. Sportiskola SE
2006
1. Debreceni TC-DSI, 2. Rosco SE, 3. Honvéd Zrínyi SE, 4. BEAC
2007
1. Debreceni TC-DSI, 2. Honvéd Zrínyi SE, 3. Sportiskola SE, 4. Alba-Toll SE
2008
1. Debreceni TC-DSI, 2. Honvéd Zrínyi SE, 3. Sportiskola SE, 4. Alba-Toll SE
2009
1. Pécsi Multi Alarm SE, 2. Debreceni TC-DSI, 3. Honvéd Zrínyi SE, 4. REAC-Sportiskola SE
2010
1. Debreceni TC-DSC-SI, 2. Honvéd Zrínyi SE, 3. Pécsi Multi Alarm SE, 4. REAC-Sportiskola SE
2011
1. Pécsi Multi Alarm SE, 2. Debreceni TC-DSC-SI, 3. Honvéd Zrínyi SE, 4. REAC-Sportiskola SE
2012
1. Pécsi Multi Alarm SE, 2. Debreceni TC-DSC-SI, 3. Honvéd Zrínyi SE, 4. Dánszentmiklósi SK
2013
1. Pécsi Multi Alarm SE, 2. Debreceni TC-DSC-SI, 3. Honvéd Zrínyi SE, 4. Dánszentmiklósi SK
2014
1. Pécsi Multi Alarm SE, 2. Debreceni TC-DSC-SI, 3. Honvéd Zrínyi SE, 4. Bodajki TSE
2015
1. Pécsi Multi Alarm SE, 2. Debreceni TC-DSC-SI, 3. Honvéd Zrínyi SE, 4. Fehérvár BSE
2016
1. Pécsi Multi Alarm SE, 2. Debreceni TC-DSC-SI, 3. Honvéd Zrínyi SE, 4. Fővárosi Vízművek SK
2017
1. Pécsi Multi Alarm SE, 2. Debreceni TC-DSC-SI, 3. Fehérvár BSE, 4. Fővárosi Vízművek SK
2018
1. Pécsi Multi Alarm SE, 2. Debreceni TC-DSC-SI, 3. Fehérvár BSE, 4. Tisza Tollas SE
2019
1. Pécsi Multi Alarm SE, 2. Tisza Tollas SE, 3. Debreceni TC-DSC-SI, 4. Nemzeti Közszolgálati Egyetem SE, 5. Fehérvár BSE, 6. Fővárosi Vízművek SK
2020
1. Tisza Tollas SE, 2. Pécsi Multi Alarm SE, 3. Fehérvár BSE, 4. Debreceni TC-DSC-SI, 5. Hajdúszoboszlói TSE, 6. Nemzeti Közszolgálati Egyetem SE
2021
1. Tisza Tollas SE, 2. Pécsi Multi Alarm SE, 3. Fehérvár BSE, 4. Debreceni TC-DSC-SI, 5. Hajdúszoboszlói TSE, 6. Újpesti TSE
2022
1. Tisza Tollas SE, 2. Pécsi Multi Alarm SE, 3. Fehérvár BSE, 4. Debreceni TC-DSC-SI, 5. Hajdúszoboszlói TSE, 6. Ludovika SE (volt Nemzeti Közszolgálati Egyetem SE)
2023
1. Pécsi Multi Alarm SE, 2. Tisza Tollas SE, 3. Fehérvár BSE
2024
1. Pécsi Multi Alarm SE, 2. Városi SE Dunakeszi, 3. Fehérvár BSE